# Jasmin Soto
Jasmin Gabriela Soto López (Quetzaltenango, 11 januari 1992) is een Guatemalteeks wielrenster.

## Carrière
Soto won het nationale kampioenschap op de weg voor het eerst in 2015. In totaal zou ze zevenmaal die titel binnenslepen. In 2022 werd ze voor het eerst nationaal kampioen tijdrijden, de drie jaren die volgden prolongeerde ze die titel. Bij beide kampioenschappen eindigde ze meermaals op het podium. Daarnaast won ze in 2024 voor het eerst de wegwedstrijd op het Centraal-Amerikaanse kampioenschap. In 2025 prolongeerde ze die titel, hetzelfde geldt voor de ploegentijdrit bij dit kampioenschap. In 2025 won ze voor het eerst de tijdrit van dit kampioenschap. Op de baan nam Soto driemaal deel aan de Centraal-Amerikaanse en Caraïbische Spelen, hier won ze geen prijzen.

## Palmares

### Baanwielrennen
| Jaar | C-A en CS         |
| ---- | ----------------- |
| 2014 | 10e achtervolging |
| 2018 | 7e puntenkoers    |
| 2023 | 4e koppelkoers    |

### Wegwielrennen
2014
 Guatemalteeks kampioenschap op de weg
2015
 Guatemalteeks kampioen op de weg
2016
 Guatemalteeks kampioenschap op de weg
2017
 Guatemalteeks kampioenschap tijdrijden
 Guatemalteeks kampioenschap op de weg
2018
 Guatemalteeks kampioenschap tijdrijden
 Guatemalteeks kampioen op de weg
2019
 Guatemalteeks kampioenschap tijdrijden
2020
 Centraal-Amerikaans kampioenschap tijdrijden
2021
 Guatemalteeks kampioen tijdrijden
 Guatemalteeks kampioen op de weg
2022
 Guatemalteeks kampioen tijdrijden
 Guatemalteeks kampioen op de weg
2023
 Guatemalteeks kampioen tijdrijden
 Guatemalteeks kampioen op de weg
 Centraal-Amerikaans kampioen op de weg
2024
 Guatemalteeks kampioen tijdrijden
 Guatemalteeks kampioen op de weg
 Centraal-Amerikaans kampioen op de weg
 Centraal-Amerikaans kampioen ploegentijdrit
 Centraal-Amerikaans kampioenschap tijdrijden
2025
 Guatemalteeks kampioen tijdrijden
 Guatemalteeks kampioen op de weg
 Centraal-Amerikaans kampioen tijdrijden
 Centraal-Amerikaans kampioen op de weg
 Centraal-Amerikaans kampioen ploegentijdrit